# Biennale internationale de la gravure de Sarcelles
La Biennale internationale de la gravure de Sarcelles ou plus récemment, Biennale internationale de la gravure de Sarcelles et des nouvelles images est un festival de gravure fondé en 1980 par Jean-Paul Le Provost et qui se déroule toutes les années impaires entre fin novembre et début décembre dans la ville de Sarcelles, dans le Val-d'Oise, en France. Elle est organisée par l'école municipale d'arts plastiques de Sarcelles. C'est la plus importante manifestation liée à la gravure en France. Elle a un rayonnement international sur 30 pays, organise des débats et offre chaque année neuf prix. Chaque année, une nation de graveurs est invitée.
Elle a accueilli des artistes de renommée internationale tels qu'Antonio Segui, Henri Goetz, Olivier Debré,Jean Dometti, Zoran Mušič, Tony Soulié, Philippe Cognée, Sylvie Abélanet, Lakshmi Dutt, Gérard Titus-Carmel.
Elle publie un périodique nommé également Biennale internationale de la gravure de Sarcelles.

## Historique
En 2005 le comédien français Pierre Arditi est le parrain et le graveur italien Riccardo Licata, le président de la XIIe édition, dont le pays à l'honneur est l'Égypte.
En 2007 la XIIIe biennale accueille l'Inde.
En 2009 la XIVe édition est organisée avec le soutien de l'École Nationale des Beaux-Arts de Paris, de la Bibliothèque nationale de France et du service culturel de l'Ambassade du Canada à Paris.
En 2013 la XVIe biennale accueille des artistes de Thaïlande et de Malaisie.
En 2015 la XVe édition accueille le Brésil.